# Paper Walls
Paper Walls — шестой альбом американской группы Yellowcard, выпущенный 17 июля 2007 года. Альбом был записан на Ocean Studios в Калифорнии. В первый день продаж альбом занял 4-е место в чартах iTunes.

## Запись и продакшн
16 октября 2006 года, спустя всего полгода после выхода Lights and Sounds, на своём официальном сайте группа объявила о начале записи нового альбома. Пре-продакшн начался в октябре 2006 года.
«Light Up The Sky» стала первой песней, которая была полностью завершена. Однако песня «Fighting» стала первой песней, которые услышали поклонники группы на MySpace-странице Yellowcard. Несколько дней спустя полная версия песни «Light Up The Sky» была опубликована вместе с другой песней — «Five Becomes Four». С 4 июня «Light Up the Sky» могли услышать слушатели всех радиостанций США, и песня стала самой популярной на этой неделе.
Спустя некоторое время после утечки и начала продаж альбома, возникло мнение, что песни «Shadows and Regrets» и «Five Becomes Four» посвящены бывшему участнику группы Бену Харперу, который покинул группу для работы на собственном лейбле после записи альбома Lights and Sounds в прошлом году. В итоге стало известно, что песня «Shadows and Regrets» посвящена Скотту Шедду (Scott Shad), барабанщику группы Inspection 12 и лучшему другу Райана Ки, который погиб в автокатастрофе. Смысл песни лучше всего раскрывается в строках, которые исполняются хором:
"We were only kids. And we were best of friends. And we hoped for the best. Let go of the rest."
«Мы были всего лишь детьми. И мы были лучшими друзьями. И надеялись на лучшее. Нам пора уйти на отдых»
Этот факт подтверждает то, что Бен и Райан познакомились только в старшей школе, а со Скоттом Шеддом Райан был знаком с самого детства.

## Реакция
Реакция критиков, получивших альбом до его поступления в продажу, оказалась позитивной. Лидер «The Music Nazi» назвал альбом лучшим со времён альбома «The Devil and God Are Raging Inside Me» группы Brand New. Джейсон Тэёт, ведущий сайта absolutepunk.net, назвал альбом «лучшим поп-панк альбомом последних пяти лет», а Дрю Берингер сравнил его с Ocean Avenue. «Down The Road Webzine» оценил альбом оценкой 8.5/10. «Rocklouder» дал альбому 4 из 5 звезд, добавив «Paper Walls — лучший поп-панк альбом, который подходит для каждодневного слушанья».

## Утечка песен
23 июня, меньше чем за месяц до выхода альбома, 11 песен из альбома попали в интернет. Последние две песни, «Cut Me, Mick» и «Paper Walls», появились ближе к выходу альбома. Сначала от группы и лейбла не последовало никаких комментариев.
Когда Райан Мендез прочитал дискуссию по поводу утечки на сайте YCUnderdogs, а также на официальном фан-сайте группы, он ответил: «Надеюсь, что альбом вам понравился». В день выхода альбома Райан Ки поместил заметку на MySpace, в которой была информация о выходе альбома, а также был дан ответ по поводу утечки:
Здравствуйте! Альбом уже доступен в официальной продаже с сегодняшнего дня. Я появлюсь в магазине Атланты с целью купить экземпляр альбома, как только мой самолет приземлится. Не могу поверить, что мы наконец-то завершили его. Я догадываюсь, что большая часть из вас уже скачала песни, но я надеюсь, что вы окажете нам поддержку и сходите в магазин за нашим новым диском. Сегодня важный день для нас, и это начало новой главы в истории группы.
Райан
Никаких других комментариев от лиц, имевших отношение к альбому, не последовало.

## Список композиций
| №                   | Название                       | Длительность |
| ------------------- | ------------------------------ | ------------ |
| 1.                  | «The Takedown»                 | 3:37         |
| 2.                  | «Fighting»                     | 3:00         |
| 3.                  | «Shrink The World»             | 3:20         |
| 4.                  | «Keeper»                       | 3:55         |
| 5.                  | «Light Up The Sky»             | 3:37         |
| 6.                  | «Shadows And Regrets»          | 3:59         |
| 7.                  | «Five Becomes Four»            | 3:30         |
| 8.                  | «Afraid»                       | 3:13         |
| 9.                  | «Date Line (I Am Gone)»        | 3:22         |
| 10.                 | «Dear Bobbie»                  | 4:14         |
| 11.                 | «You and Me and One Spotlight» | 3:57         |
| 12.                 | «Cut Me, Mick»                 | 3:34         |
| 13.                 | «Paper Walls»                  | 4:28         |
| Общая длительность: | Общая длительность:            | 47:45        |

### Бонус-треки
| №                   | Название            | Длительность |
| ------------------- | ------------------- | ------------ |
| 1.                  | «Gifts and Curses»  | 5:08         |
| 2.                  | «Bombers»           | 3:28         |
| Общая длительность: | Общая длительность: | 56:22        |

## Участники записи
- Райан Ки —  вокал, гитара
- Шон МакКин — скрипка, бэк-вокал, аранжировка хора
- Питер Моузли — бас-гитара, вокал, пианино
- Лонгвинью Парсон III — барабаны
- Райан Мендез — гитара

### Остальные участники
- Нэл Аврон — продюсер
- Брет Раш и Брюс Иверсон — помощники инженеров
- Том Лорд-Эджл — аудиоинженер
- Родни Виртц — альт
- Кристин Чуи — виолончель

## Позиции в чартах
| Чарт                              | Наивысшее место |
| --------------------------------- | --------------- |
| Australian Albums Chart           | 25              |
| UK Albums Chart                   | 113             |
| U.S. Billboard 200                | 13              |
| U.S. Billboard Rock Albums        | 6               |
| U.S. Billboard Alternative Albums | 5               |
| U.S. Billboard Digital            | 13              |

### Синглы
| Сингл              | Чарт                           | Позиция |
| ------------------ | ------------------------------ | ------- |
| «Light Up the Sky» | U.S. Billboard Audit Pop Songs | 32      |